# Maria del Carme Nieto Larroya
Maria del Carme Nieto Larroya   (Barcelona, 26 de maig de 1948), mes coneguda com a Carme Nieto, va ser una futbolista pionera del futbol femení a Catalunya.
El 25 de desembre de 1970 va jugar amb el primer partit del Futbol Club Barcelona femení –sota el nom de Selecció Ciutat de Barcelona– contra la Unió Esportiva Centelles, juntament amb altres futbolistes com Antònia Mínguez, Alicia Estivill, Lolita Ortiz i Imma Cabecerán, principal promotora de l'esdeveniment. El partit es va jugar a l'estadi Camp Nou davant 60.000 espectadors. Tanmateix, l'equip no portava el nom ni l'escut del FC Barcelona, sinó el de la Selecció Ciutat de Barcelona. L'equip fou entrenat pel porter blaugrana Antoni Ramallets.
Carme Nieto va deixar la pràctica activa al cap d'uns mesos. Del 1982 al 1997 fou relacions públiques del subcomitè de futbol femení de la Federació Catalana. Entre el 1991 i 1993 fou vocal de la junta de la Mutual Esportiva.